# Breitenfeld (Gumtow)
Breitenfeld ist ein bewohnter Gemeindeteil im Ortsteil Schönebeck der amtsfreien Gemeinde Gumtow im Landkreis Prignitz in Brandenburg.

## Geografie
Der nördlichste Ort der Gemeinde Gumtow liegt 3 Kilometer ostnordöstlich von Schönebeck, 10 Kilometer nordnordöstlich von Gumtow und 28 Kilometer östlich von Perleberg. Das kleine Angerdorf wird an seinem zentralen Platz von einer kleinen Fachwerkkirche, einem verschilften Dorfteich und Häusern mit geringer Höhe umgeben. Am südwestlichen Ortsrand befindet sich ein Friedhof und 200 Meter nordöstlich der Siedlung das Gestüt Breitenfeld.
Das Dorf grenzt in unmittelbarer Nähe an landwirtschaftlich genutzte Flächen und ist erst jenseits dieser offenen Agrarlandschaft nahezu vollständig von Wald umgeben. Die Gemarkung Breitenfeld umfasst flächenmäßig fast die Hälfte des Ortsteiles Schönebeck und bildet dessen östlichen Teil. Sie erreicht hier Höhen von um die 100 Meter und den Nordrand bildet in großen Teilen der Butterbach. Weitere nennenswerte Gewässer sind nicht vorhanden.
Die Nachbarorte sind Langnow im Norden, Heidelberg, Buchhorst und Blumenthal im Nordosten, Dahlhausen im Osten, Waldhof und Brüsenhagen im Südosten, Kolrep und Kolrep Ausbau im Süden, Dannenwalde und Schönebeck im Südwesten sowie Boddin im Nordwesten.

## Geschichte
Um 1800 gehörte der Ort zum Pritzwalkischen Kreise in der Provinz Prignitz; ein Teil der Kurmark der Mark Brandenburg. In einer Beschreibung der Mark Brandenburg aus dem Jahr 1804 wurde das 41 Hufen große Dorf mit insgesamt 87 Einwohnern angegeben und als Besitzer wurde das Kloster Stift zum Heiligengrabe genannt. Seinerzeit waren hier ein Lehnschulze, drei Ganzbauern und zwei Einlieger ansässig. Darüber hinaus waren 17 Feuerstellen vorhanden, die Dorfkirche war eine Tochterkirche von Kolrep in der Inspektion Pritzwalk und der Adressort war Kyritz.
1946 hatte das Dorf 155 Einwohner. Es war bis zum 24. Juli 1952 eine Gemeinde im Landkreis Ostprignitz und kam anschließend zum Landkreis Pritzwalk. Am 1. März 1970 wurde sie nach Schönebeck eingemeindet und Ortsteil. Seit 30. Juni 2002 ist der Ort, durch Zusammenschluss von Schönebeck und 15 weiterer Gemeinden, ein bewohnter Gemeindeteil im Ortsteil Schönebeck der Gemeinde Gumtow.

## Kultur und Sehenswürdigkeiten

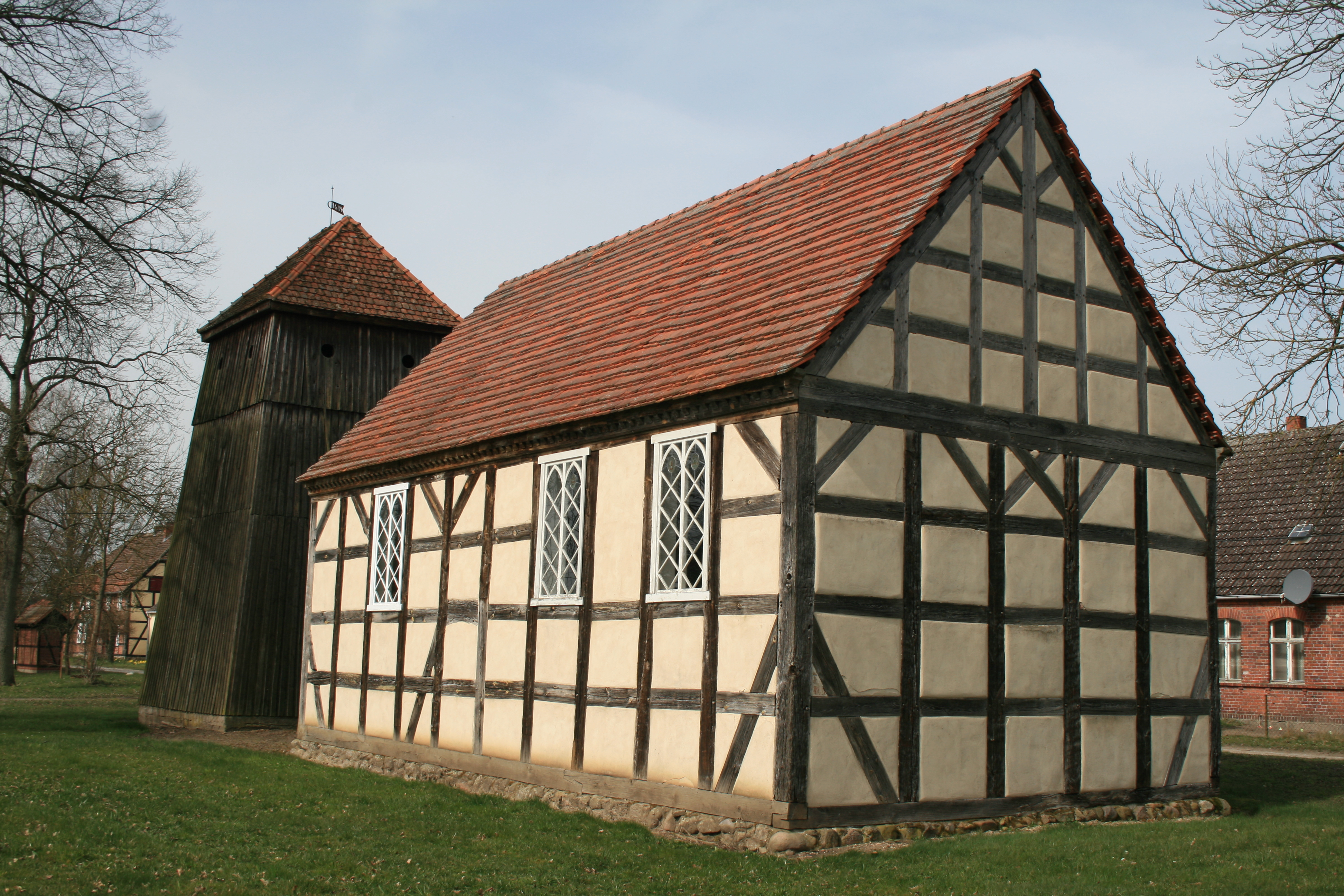
Dorfkirche von Südosten

Die kleine Fachwerkkirche am Dorfanger stammt aus dem Jahr 1648. Sie verfügt über einen für die Prignitz typischen frei stehenden Glockenturm und einen farbenfrohen barocken Kanzelaltar.